# 데이 오브 더 데드
데이 오브 더 데드(Day Of The Dead)는 미국에서 제작된 스티브 마이너 감독의 2008년 공포, 스릴러 영화이다. 미나 수바리 등이 주연으로 출연하였고 조지 펄라 등이 제작에 참여하였다.

## 출연

### 주연
- 미나 수바리
- 마이클 웰치

### 조연
- 크리스타 캠벨
- 닉 캐논
- 로라 기오쉬
- 테일러 후버
- 바네사 조핸슨
- 팻 킬베인

## 제작진
- 원조: 조지 로메로
- 라인프로듀서: 이스라엘 링겔
- 미술: 카를로스 실바 다 실바
- 의상: 지나 헨드릭스
- 배역: 낸시 네이어

## 같이 보기
- 좀비 영화 목록